# إبراهيم الربيش
إبراهيم سليمان محمد الربيش (7 يوليو 1979 – 12 أبريل 2015) قيادي بارز في تنظيم القاعدة في شبه جزيرة العرب، شارك الربيش في «الجهاد الأفغاني» ضد غزو السوفيات في الثمانينيات، اعتقلته السلطات الباكستانية وسلمته إلى السلطات الأميركية، ومن ثم اُعتقل إداريًا خارج نطاق القانون في معتقل غوانتانامو الأمريكي في كوبا. وأُطلق سراحه وتم تسليمه للسلطات السعودية ومن ثم تمكن من الهرب في عام 2006. أصبح الربيش عضوا في مجلس شورى تنظيم القاعدة في جزيرة العرب ومفتي التنظيم.
ولد الربيش في بُريدة بالمملكة العربية السعودية، وحصل الربيش على شهادة في علوم الشريعة من جامعة الإمام محمد بن سعود في القصيم بالسعودية، يُعتقد أن الربيش كان وراء التخطيط لمحاولة فاشلة لاغتيال محمد بن نايف آل سعود في أغسطس 2009، خصصت الولايات المتحدة في أكتوبر 2014 جائزة قدرها خمسة ملايين دولار لمن يدلي بمعلومات تقود إلى مكان الربيش، وفي 12 أبريل 2015 أعلن المكتب الإعلامي في مؤسسة «الملاحم» الناطقة باسم تنظيم القاعدة في جزيرة العرب مقتل إبراهيم الربيش وآخرين في غارة أميركية بـ طائرة بدون طيار في منطقة «المُكلاّ» جنوبي اليمن.

## وصلات خارجية
- قصيدة من غوانتانامو: «نشيد البحر» إبراهيم الربيش اندي ورثينجتون.